# Kirill Turovski
Kirill Turovski (în bielorusă: Кіры́ла Ту́раўскі, în rusă: Кири́лл Ту́ровский, 1130 – 1182) a fost un episcop, teolog și scriitor religios rus.
A fost canonizat ca sfânt atât de către Biserica Catolică, cât și de cea ortodoxă. Un mare număr de biserici ortodoxe din Belarus precum și din diaspora poartă numele Sfântului Kirill. 

## Opera literară
A scris opt predici, prin care marchează o etapă de maturizare a limbajului literar, prin rezonanțele elenizante și bizantine în alegerea metaforelor și structurilor sintactice, abilităților ritmice, precum și prin viziunea picturală asupra naturii, plină de savoare agrestă.